# Ocnogyna albifascia
Ocnogyna albifascia là một loài bướm đêm thuộc phân họ Arctiinae, họ Erebidae.